# 쿠로야나기 료
《쿠로야나기 료》는 《따끈따끈 베이커리》에 등장하는 등장인물으로, 투니버스판 이름은 최강기. 성우는 코야스 타케히토, 최재호

## 소개
(한국명 : 최강기) / (CV.코야스 타케히토, 최재호)
칸무리만큼은 아니지만 일찍 하버드대를 졸업한 수재이며 아직 22세밖에 되지 않은 젊은 나이지만 빵타지아 본점의 간부로 활동하고 있다. 뛰어난 미각으로 아즈마와 함께하며 작품 속에서 빵 심사위원의 역할을 한다. 빵을 먹고 난 다음의 리액션이 화려하며 남도쿄지점의 점장인 마츠시로 켄과는 사제관계이다.